# Інститут автотранспорту (Варшава)
Інститут автомобільного транспорту (пол. Instytut Transportu Samochodowego, ITS) — польський державний науково-дослідний інститут, що базується у м. Варшава (Польща), проводить наукові дослідження і розробки в галузі автомобільного транспорту.
Інститут був створений у 1952 році постановою Ради міністрів, підпорядковується Міністерству інфраструктури.
Заміщення наукових посад в інституті здійснюється на конкурсній основі. Остаточне рішення про працевлаштування в інститут на основі трудового договору приймає директор після ознайомлення з позицією Наукової ради.

## Структура інституту
- Центр досліджень матеріалів
- Центр безпеки дорожнього руху
- Центр охорони навколишнього середовища
- Транспортний телематичий центр
- Департамент економічних досліджень
- Департамент офіційного затвердження і випробувань транспортних засобів
- Відділ управління проєктами
- Відділ сертифікації, стандартизації і якості
- Відділ діагностичних і сервісних процесів
- Науково-інформаційна і видавнича секція

## Розробки
- Нові методи психологічного тестування водіїв,
- Лабораторії та устаткування для сертифікації автомобільної техніки, що експлуатується на дорогах Польщі,
- Мультимедійні екзаменаційні програми власної розробки для перевірки знань правил дорожнього руху водіїв.
- Тахограф — прилад, що записує дані про оберти двигуна та швидкість руху машини протягом десятка годин для подальшого контролю поліцією. У 2003 р. тахограф розробки даного інституту пройшов сертифікацію й серійно випускався за ціною близько 600 доларів США.

Інститут бере участь у дослідних проектах Європейської комісії.